# Juan O'Gorman
Juan O'Gorman (Coyoacán 6 de juliol de 1905 - Ciutat de Mèxic 18 de gener de 1982), fou un pintor i arquitecte mexicà.

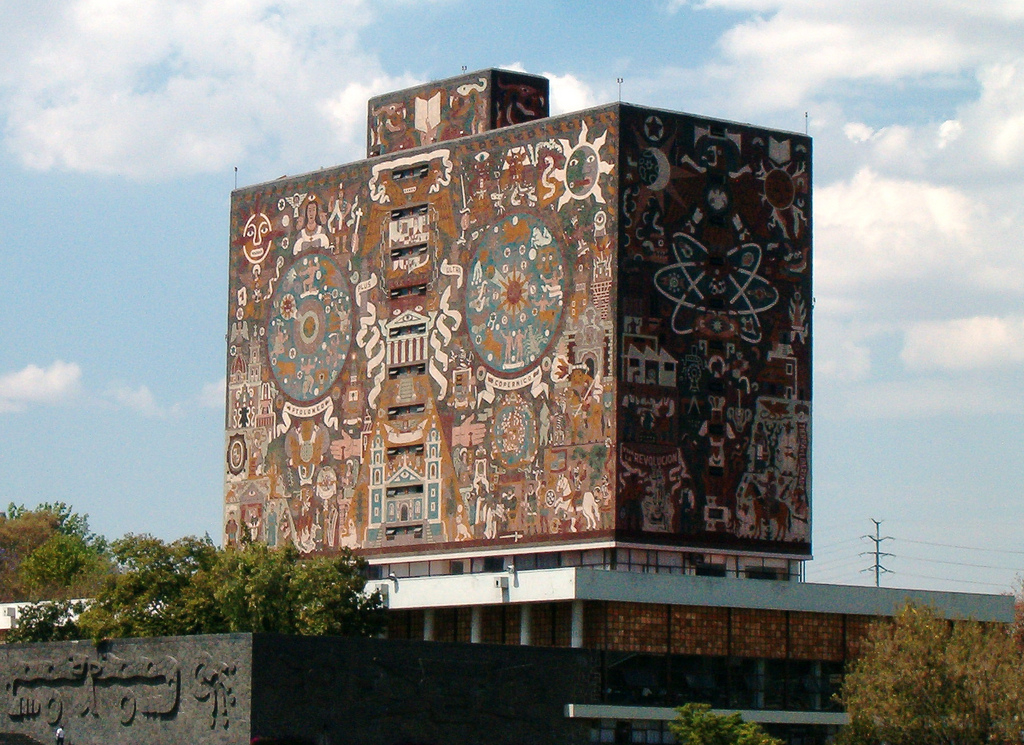
Biblioteca central UNAM, Ciutat de Mèxic

Deixeble de José Villagrán, a les seves primeres construccions adoptà els corrents funcionalistes, però més tard va ser influït pel neobarroc. Projectà la biblioteca de la ciutat universitària de Mèxic, potser l'obra més representativa del conjunt; es tracta d'un gran edifici cec cobert de mosaics. Considerat el darrer dels grans muralistes mexicans, posseeix un llenguatge naturalista molt personal que concilia el detall realista amb la fantasia simbòlica: La ciudad de México (1949, museu d'art modern de Mèxic); Homenaje a Cuauhtémoc (1956, per a un hotel de Taxco).